# Cuautla (kommun i Jalisco)
Cuautla är en kommun i Mexiko.   Den ligger i delstaten Jalisco, i den centrala delen av landet, 600 km väster om huvudstaden Mexico City. Antalet invånare är 2 024.
Följande samhällen finns i Cuautla:
- Cuautla
- Chilacayote
- Tototlán del Oro
- Tierras Blancas